# Международный комитет мер и весов
Международный комитет мер и весов, МКМВ (фр. Comité International des Poids et Mesures, CIPM) — международная организация, учреждённая в соответствии с Метрической конвенцией.

## Состав
Состоит из 18 человек, каждый из которых представляет одну страну-участника.
При МКМВ образованы и действуют консультативные комитеты: по электричеству и магнетизму (1927), фотометрии и радиометрии (1933), термометрии (1937), длине (1952), времени и частоте (1956), ионизирующим излучениям (1958), единицам (1964), массе и связанным с ней величинам (1980), количеству вещества (1993), акустике, ультразвуку и вибрации (1998).

## Деятельность
Комитет собирается ежегодно в штаб-квартире Международного бюро мер и весов, МБМВ) (фр. Bureau International des Poids et Mesures, BIPM).
Комитет наблюдает за работой Международного бюро мер и весов, координирует метрологические исследования в странах-участниках и вырабатывает рекомендации для Генеральных конференций по мерам и весам.